# ACTV
ACTV (АЧТВ; итал. Azienda Consorzio Trasporti Veneziano (Азиенда Консорцио Траспорти Венециано) — оператор общественного транспорта Венеции. В настоящее время, по данным официального сайта, организация использует 120 судов (речных трамваев-вапоретто, паромов) и 600 сухопутных автобусов. В организации работает три тысячи человек.

## История
Первый маршрутный общественный транспорт появился в Венеции в 1881 году, когда на Большом Канале начало работать первый пассажирский пароход, «Regina Margherita». Так как эксперимент с первым пароходом был удачен, французские предприниматели организовали компанию фр. Compagnie des bateaux Omnibus (компания судов-омнибусов) с правлением в Париже. Первые восемь пароходов строились на верфи в Руане (Франция). Их прибытие в Венецию было встречено протестами гондольеров, которые видели в пароходах опасных конкурентов.
Французская компания просуществовала до 1890 года, когда её сменило Società Veneta Lagunare (Общество Венецианской лагуны). Новая компания осуществляла перевозки не только в пределах города, но и по всей Венецианской лагуне. В 1903 году, после референдума, общественный транспорт Венеции стал управляться муниципалитетом, а не частной компанией. Новая муниципальная компания получила название Azienda Comunale per la Navigazione Interna (Муниципальная компания внутреннего судоходства). В момент образования Муниципальная компания внутреннего судоходства имела двадцать три судна. В течение последующих двадцати шести лет никаких заметных изменений в жизни венецианского общественного транспорта не было.